# العلاقات الفانواتية اللوكسمبورغية
العلاقات الفانواتية اللوكسمبورغية هي العلاقات الثنائية التي تجمع بين فانواتو ولوكسمبورغ.

## مقارنة بين البلدين
هذه مقارنة عامة ومرجعية للدولتين:
| وجه المقارنة                                              | فانواتو                                  | لوكسمبورغ                                                     |
| --------------------------------------------------------- | ---------------------------------------- | ------------------------------------------------------------- |
| المساحة (كم2)                                             | 12.19 ألف                                | 2.59 ألف                                                      |
| عدد السكان (نسمة)                                         | 276.24 ألف                               | 599.45 ألف                                                    |
| الكثافة السكانية (ن./كم²)                                 | 22.66                                    | 231.45                                                        |
| العاصمة                                                   | بورت فيلا                                | لوكسمبورغ                                                     |
| اللغة الرسمية                                             | اللغة البسلاما، لغة فرنسية، لغة إنجليزية | اللغة اللوكسمبورغية، لغة فرنسية، اللغة الألمانية              |
| العملة                                                    | فاتو فانواتي                             | يورو، فرنك لوكسمبورغ                                          |
| الناتج المحلي الإجمالي (بليون دولار)                      | 862.88 مليون                             | 62.40 مليار                                                   |
| الناتج المحلي الإجمالي (تعادل القوة الشرائية) بليون دولار | 790.76 مليون                             | 58.13 مليار                                                   |
| الناتج المحلي الإجمالي الاسمي للفرد دولار أمريكي          | 2.81 ألف                                 | 101.45 ألف                                                    |
| الناتج المحلي الإجمالي للفرد دولار أمريكي                 | 3.03 ألف                                 | 101.93 ألف                                                    |
| مؤشر التنمية البشرية                                      | 0.594                                    | 0.892                                                         |
| رمز المكالمات الدولي                                      | +678                                     | +352                                                          |
| رمز الإنترنت                                              | .vu                                      | .lu                                                           |
| المنطقة الزمنية                                           | ت ع م+11:00                              | توقيت وسط أوروبا، ت ع م+01:00، ت ع م+02:00، أوروبا/لوكسمبورج ‏ |

## منظمات دولية مشتركة
يشترك البلدان في عضوية مجموعة من المنظمات الدولية، منها:
| علم المنظمة | اسم المنظمة                        | تاريخ انضمام فانواتو | تاريخ انضمام لوكسمبورغ |
| ----------- | ---------------------------------- | -------------------- | ---------------------- |
|             | يونسكو                             | 10 فبراير 1994       | 27 أكتوبر 1947         |
|             | مؤسسة التمويل الدولية              | 28 سبتمبر 1981       | 4 أكتوبر 1956          |
|             | بنك التنمية الآسيوي                | 1981                 | 2003                   |
|             | منظمة حظر الأسلحة الكيميائية       | ?                    | ?                      |
|             | مؤسسة التنمية الدولية              | 28 سبتمبر 1981       | 4 يونيو 1964           |
|             | منظمة التجارة العالمية             | ?                    | ?                      |
|             | وكالة ضمان الاستثمار متعدد الأطراف | 27 يوليو 1988        | 29 أغسطس 1991          |
|             | الاتحاد البريدي العالمي            | ?                    | ?                      |
|             | الاتحاد الدولي للاتصالات           | 30 مارس 1988         | 2 مارس 1866            |
|             | الأمم المتحدة                      | 15 سبتمبر 1981       | 24 أكتوبر 1945         |
|             | البنك الدولي للإنشاء والتعمير      | 28 سبتمبر 1981       | 27 ديسمبر 1945         |

## وصلات خارجية
- موقع وزارة الخارجية اللوكسمبورغية